# Bydgoska Szkoła Wyższa
Bydgoska Szkoła Wyższa lub Bydgoska Szkoła Wyższa w Bydgoszczy – polska niepubliczna szkoła wyższa w Bydgoszczy.

## Historia
Bydgoska Szkoła Wyższa jest uczelnią niepubliczną, istniejącą od 2004 roku. Decyzją Ministra Nauki i Szkolnictwa Wyższego Nr MEN-DSW-3-4001-731/JG/04 została wpisana do rejestru uczelni niepublicznych pod numerem 163 jako Wyższa Szkoła Informatyki i Nauk Społeczno–Prawnych w Bydgoszczy. Założycielem szkoły było Centrum Nauki i Szkolnictwa „Edukator” sp. z o.o.
Początkowo szkoła oferowała kierunek administracja, a od 2006 roku także kierunki zarządzanie i inżynieria produkcji. W 2007 roku zmieniła nazwę na Wyższa Szkoła Informatyki i Przedsiębiorczości oraz uzyskała zgodę na prowadzenie studiów zawodowych na kierunkach: zdrowie publiczne, logistyka, fizjoterapia, kosmetologia, dietetyka oraz filologia. W 2009 roku nastąpiła zmiana nazwy na obecną. W roku 2010 wzbogacono ofertę o nowe kierunki nauczania: pedagogika i budownictwo, a w 2011 – o bezpieczeństwo narodowe.

## Program dydaktyczny

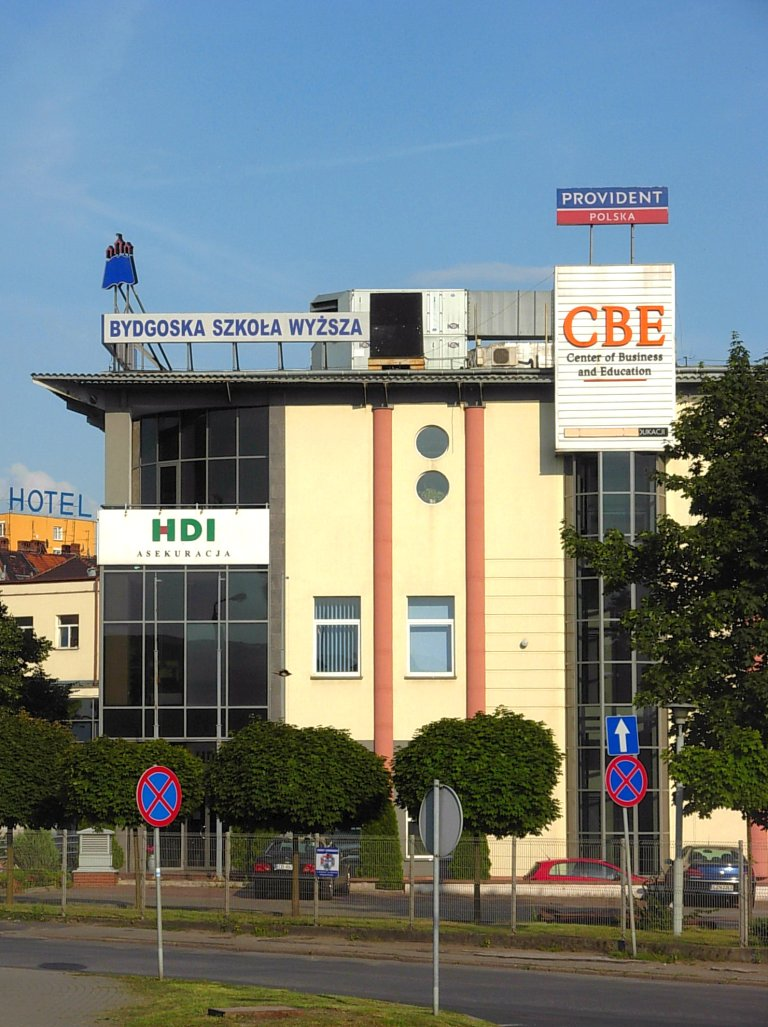
Budynek uczelni

Bydgoska Szkoła Wyższa to bezwydziałowa, niepubliczna uczelnia zawodowa. Proces dydaktyczny realizowany jest na studiach licencjackich i inżynierskich (I stopnia) oraz podyplomowych. W 2011 ofertę edukacyjną tworzyło 10 kierunków studiów i ok. 40 specjalności na studiach stacjonarnych i niestacjonarnych. W ofercie edukacyjnej BSW znajdują się również kursy, które umożliwiają uzyskanie dodatkowych certyfikatów. Przy uczelni działa Uniwersytet Otwarty oraz Policealna Szkoła "Edukator".
Kadra naukowa uczelni wywodzi się głównie z trzech ośrodków: warszawskiego (Uniwersytet, Politechnika), łódzkiego (Uniwersytet, Uniwersytet Medyczny) oraz bydgoskiego (NFZ, kadra własna). Studenci mogą korzystać z wymiany zagranicznej w ramach programu Erasmus oraz rozwijać swoje zainteresowania w kołach naukowych.
Według Webometrycznego Rankingu Uniwersytetów Świata ze stycznia 2015, pokazującego zaangażowanie instytucji akademickich w istnieniu w sieci Web, uczelnia zajmuje 212. miejsce w Polsce.

## Kampusy i budynki uczelniane
Siedziba szkoły mieści się w budynku przy ul. Unii Lubelskiej. Wykorzystywane są również laboratoria w budynkach przy ulicy Kaszubskiej oraz ośrodek rehabilitacyjno-wypoczynkowy „Natura” nad Jeziorem Charzykowskim.

## Kierunki
- Administracja
- Bezpieczeństwo narodowe
- Budownictwo
- Dietetyka
- Finanse i Rachunkowość
- Informatyka
- Kosmetologia
- Logistyka
- Marketing cyfrowy
- Pielęgniarstwo
- Zarządzanie i Inżynieria produkcji
- Zdrowie publiczne